# Albert Oehlen
Albert Oehlen (n. 17 septembrie 1954, Krefeld, Germania) este un pictor german. Este unul dintre principalii pictori germani contemporani. Oehlen a făcut parte din grupul de artiști Neue Wilde.